# (7567) 1988 TC1
A (7567) 1988 TC1 a Naprendszer kisbolygóövében található aszteroida. Ueda, S., Kaneda, H. fedezte fel 1988. október 13-án.